# Klaus Thieme
Klaus Thieme (* 4. Juli 1929 in Kötzschau; † 6. August 2013) war ein deutscher Gebrauchsgrafiker, vor allem Illustrator, und Numismatiker.

## Leben und Werk
Thieme studierte von 1953 bis 1958 in der Fachrichtung Angewandte Kunst und Gebrauchsgrafik an der Hochschule für Grafik und Buchkunst Leipzig. Danach arbeitete er in Leipzig freischaffend vor allem als Illustrator zumeist populärwissenschaftlicher Buchpublikationen vorwiegend für Leipziger Buchverlage. Mehrere von ihm illustrierte Bücher wurden im Wettbewerb Schönste Bücher der DDR ausgezeichnet.
Daneben betätigte Thieme sich als Numismatiker. Er war Gründungsmitglied des Leipziger Numismatischen Stammtisches und stand dem Leipziger Bezirksfachausschuss Numismatik des Kulturbunds zur demokratischen Erneuerung Deutschlands vor. Von 1968 bis 2010 betreute er vorwiegend ehrenamtlich in der Leipziger Universitätsbibliothek eine bedeutende Münzsammlung. Er sammelte selbst vor allem Medaillen. Seine Vorliebe galt neben modernen Kunstmedaillen vornehmlich solchen von Leipziger Medailleuren des frühen 20. Jahrhunderts, insbesondere Bruno Eyermann. Seine Sammlung von 218 Medaillen Eyermanns wurde 2018 von der Universitätsbibliothek erworben.
Thieme war bis 1990 Mitglied des Verbands Bildender Künstler der DDR.
2001 gehörte er zu den Mitbegründern des Leipziger Vereins UT Connewitz, der ihn 2007 postum zum Ehrenmitglied ernannte.
Thieme war mit Monika Thieme verheiratet.

## Werke

### Numismatische Publikationen
- Brakteaten der Markgrafschaft Meißen und ihrer Nachbarn zwischen Saale und Neiße. Bestandskatalog. Universitätsbibliothek Leipzig, 2011. ISBN 978-3-86583-484-3; 9783910108851
- Was du ererbt von deinen Vätern. Die Wiedererschließung des Münzkabinetts der Universitätsbibliothek Leipzig. In: Thomas Fuchs, Christoph Mackert, Reinhold Scholl (Hrsg.): Das Buch in Antike, Mittelalter und Neuzeit. Sonderbestände der Universitätsbibliothek Leipzig. Harrassowitz, Leipzig 2012, S. 315–329.
- Medaillen und Plaketten. Edition Münzen & Sammeln, Regenstauf, 2016. ISBN 3-86646-852-0; 9783866468528
- Königsbrakteaten der Stauferzeit im Reichsland zwischen Saale und Mulde und in der Oberlausitz. Freiberger Münzfreunde e.V., Freiberg, 2016 (Mitautor Ewald Hausmann)

### Buchillustrationen (Auswahl)
- Georg Piltz: Kunstführer durch die DDR. Urania-Verlag, Leipzig, Jena, Berlin, 1969
- Helmut Lindner: Das Bild der modernen Physik. Urania-Verlag, Leipzig, Jena, Berlin, 1973
- Erich Rackwitz: Fremde Pfade, unbekannte Meere. Urania-Verlag, Leipzig, Jena, Berlin, 1969
- Johann Dorschner: Sind wir allein im Weltall? Urania-Verlag, Leipzig, Jena, Berlin, 1975
- Werner Mohrig: Wieviel Menschen trägt die Erde? Urania-Verlag, Leipzig, Jena, Berlin, 1976
- Johann Dorschner: Planeten – Geschwister der Erde? Urania-Verlag, Leipzig, Jena, Berlin, 1977
- Jürgen Becher: Ist das Eigentum ewig? Urania-Verlag, Leipzig, Jena, Berlin, 1977
- Joachim Herrmann: Spuren des Prometheus. Der Aufstieg der Menschheit zwischen Naturgeschichte und Weltgeschichte. Urania-Verlag, Leipzig, Jena, Berlin, 1979
- Karin Rührdanz: Bagdad, Hauptstadt der Kalifen. Urania-Verlag, Leipzig, Jena, Berlin, 1979
- Christian Knoll und Joachim Winde: Windjammer. Zur Geschichte der Segelschifffahrt. Urania-Verlag, Leipzig, Jena, Berlin, 1980
- Jiri Dolezal und Ctibor Rybár: Prag. Brockhaus Verlag, Leipzig, 1980
- Gerd Oswald: Lexikon Heraldik. Bibliographisches Institut Leipzig, 1984 (1984 eines der Schönsten Bücher des Jahres)
- Klaus Marquardt: Raumstationen. Die bemannte erdnahe Raumfahrt und ihre Zukunft. Urania-Verlag, Leipzig, Jena, Berlin, 1985
- Rudolf Hohl: Wandernde Kontinente. Urania-Verlag, Leipzig, Jena, Berlin, 1985
- Manfred Reichenstein: Kometen. Kosmische Vagabunden. Urania-Verlag, Leipzig, Jena, Berlin, 1985. ISBN 3-85364-155-5, ISBN 978-3-85364-155-2 (1985 eines der Schönsten Bücher des Jahres)
- Robert Lauterbach: Der Mensch und die Planeten. Urania-Verlag, Leipzig, Jena, Berlin, 1987. ISBN 3-332-00104-3, ISBN 978-3-332-00104-4
- Gottfried Jürgas: Wanderungen in Mittelböhmen. Brockhaus Verlag, Leipzig, 1989
- Horst Völz: Computer und Kunst. Urania-Verlag, Leipzig, Jena, Berlin, 1990

- Jürgen Rendtel: Sternschnuppen. Urania-Verlag, Leipzig, Jena, Berlin, 1991. ISBN 3-332-00399-2 / ISBN 978-3-332-00399-4

## Ausstellungen (mutmaßlich unvollständig)
- 1974: Leipzig, Bezirkskunstausstellung
- 1977/1978: Dresden, VIII. Kunstausstellung der DDR
- 1979: Berlin, Ausstellungszentrum am Fernsehturm („Buchillustrationen in der DDR. 1949–1979“)